# Pentamera chierchiae
Pentamera chierchiae is een zeekomkommer uit de familie Phyllophoridae.
De wetenschappelijke naam van de soort werd in 1887 gepubliceerd door Hubert Ludwig.